# Longforgan
Longforgan är en ort i Storbritannien.   Den ligger i kommunen Perth and Kinross och riksdelen Skottland, i den norra delen av landet, 600 km norr om huvudstaden London. Longforgan ligger 44 meter över havet och antalet invånare är 678.
Terrängen runt Longforgan är platt österut, men västerut är den kuperad. Havet är nära Longforgan åt sydost.  Närmaste större samhälle är Dundee, 8,7 km öster om Longforgan. Trakten runt Longforgan består till största delen av jordbruksmark.